# Saint-Romain-en-Gal
Saint-Romain-en-Gal is een gemeente in het Franse departement Rhône (regio Auvergne-Rhône-Alpes). Saint-Romain-en-Gal telde op 1 januari 2022 1.990 inwoners. De plaats maakt deel uit van het arrondissement Lyon.
Sinds 1967 vinden er archeologische opgravingen plaats in de gemeente. In de Gallo-Romeinse periode breidde de belangrijke stad Vienne op de rechteroever van de Rhône zich uit tot op de linkeroever. De archeologische site van Saint-Romain-en-Gal met onder andere thermen heeft een oppervlakte van 7 ha en ernaast ligt een museum.

## Geografie
De oppervlakte van Saint-Romain-en-Gal bedroeg op 1 januari 2022 13,39 vierkante kilometer; de bevolkingsdichtheid was toen 148,6 inwoners per km². De plaats ligt op de linkeroever van de Rhône.

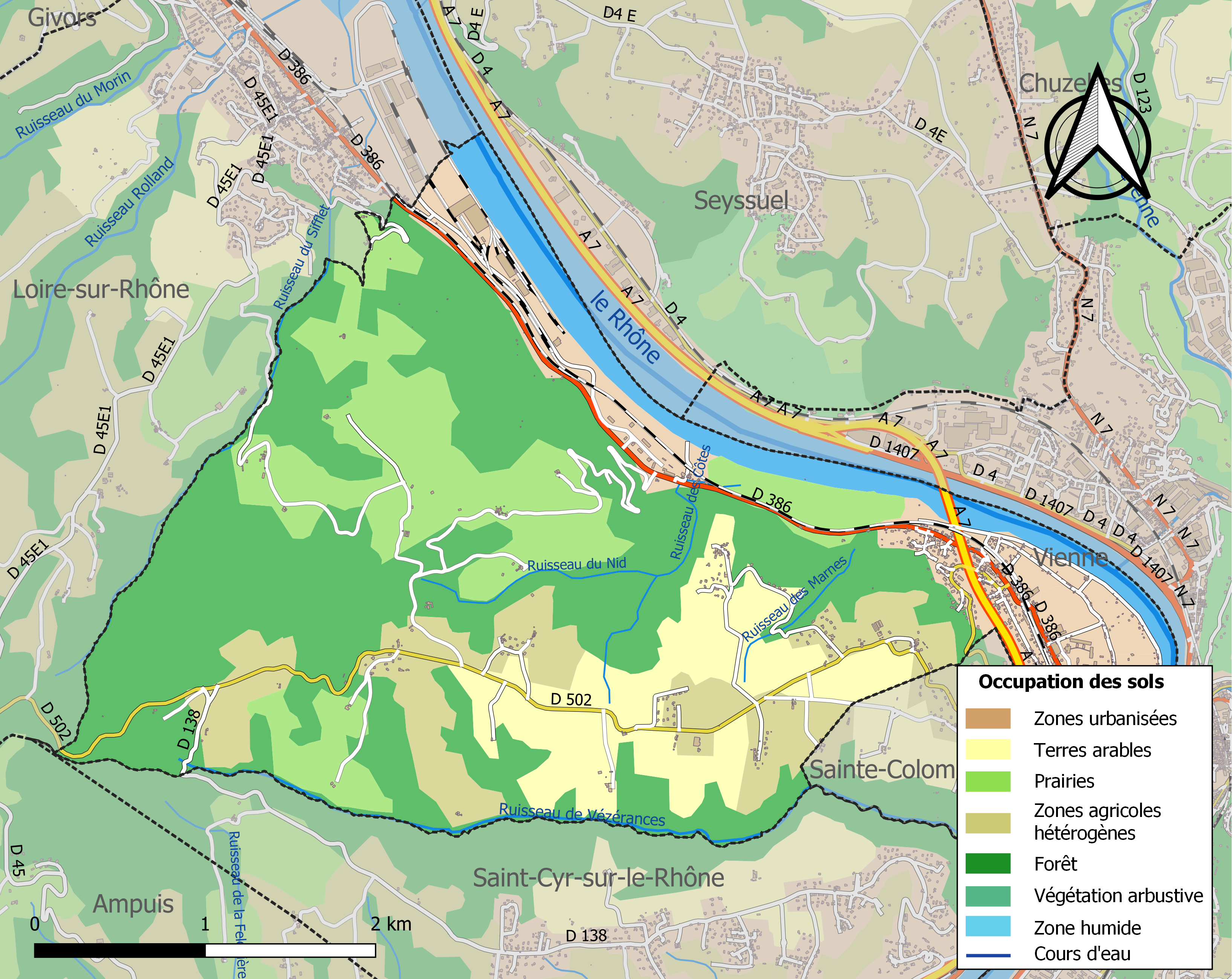
Kaart van de gemeente met de belangrijkste infrastructuur, bodemgebruik en omliggende gemeenten

## Demografie
Onderstaande figuur toont het verloop van het inwonertal (bron: INSEE-tellingen).